# Russische Eroberung Sibiriens

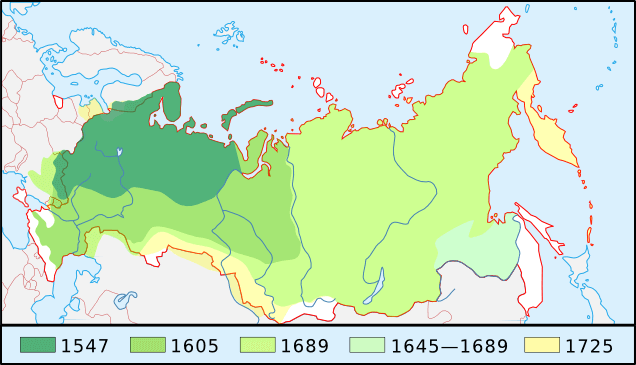
Wachstum Russlands zwischen 1547 und 1725

Die Russische Eroberung Sibiriens war ein langwieriger Prozess, der sich über mehrere Jahrhunderte erstreckte (siehe den Abschnitt Zeittafel) und im Wesentlichen in der zweiten Hälfte des 16. Jahrhunderts begann.

## Geschichte

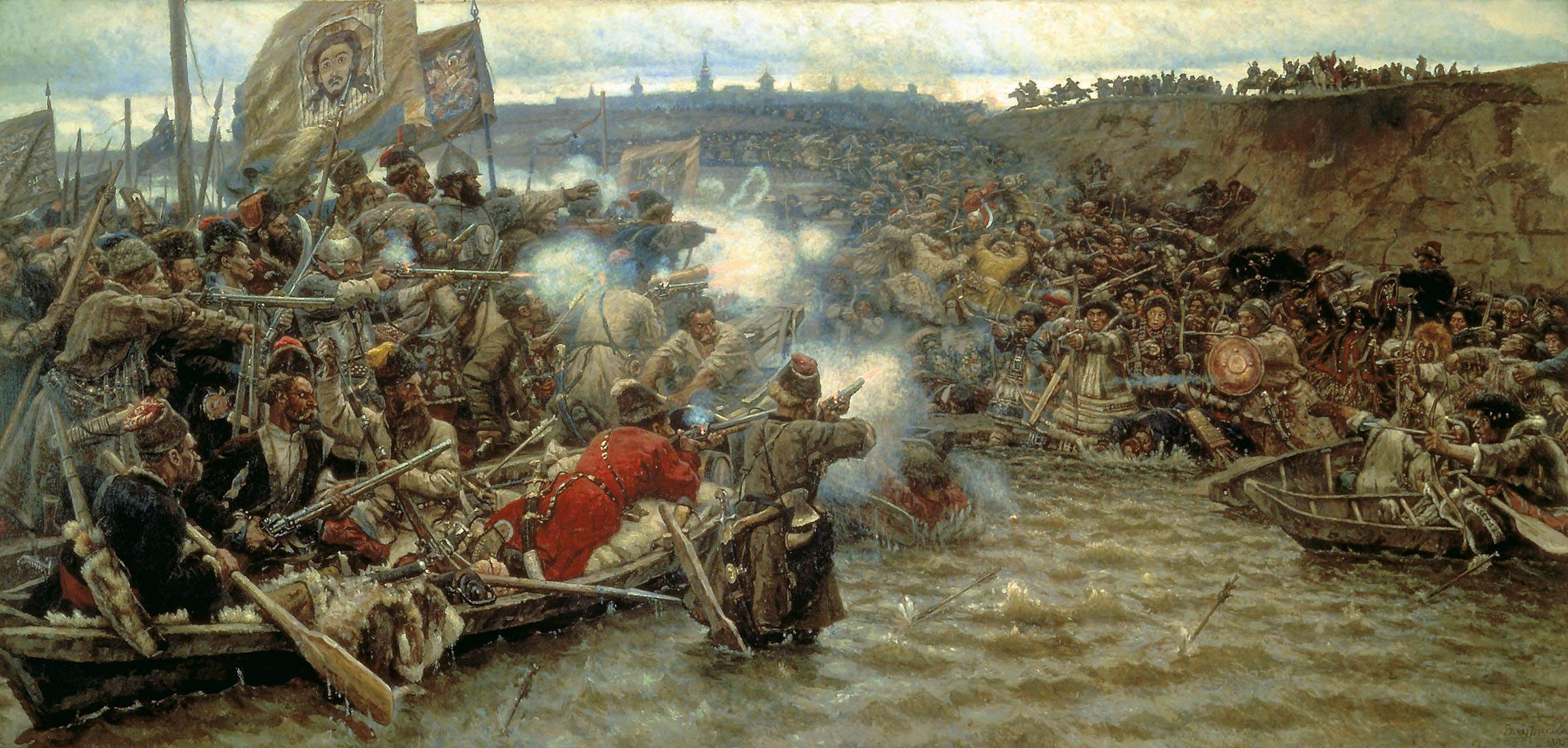
Wassili Surikow „Jermaks Eroberung von Sibirien“

Die ersten russischen Expeditionen nach Sibirien wurden von der Kaufmannsfamilie Stroganow organisiert, die im 16. Jahrhundert zu den reichsten und einflussreichsten Kaufleuten Russlands gehörte. Die Stroganows sahen in Sibirien ein vielversprechendes Gebiet für den Handel mit Pelzen und beschlossen, ihre Geschäfte in diese Region auszuweiten.
Die russische Eroberung Sibiriens wurde durch eine Reihe von Ereignissen vorangetrieben, darunter die Ausweitung des russischen Staates unter Zar Iwan IV. (auch bekannt als „Iwan der Schreckliche“) und die zunehmende Abhängigkeit von Pelzhandel und -export. Im Jahr 1582 gründete der Kosakenführer Jermak Timofejewitsch eine Kosakenarmee, die das tatarische Khanat Sibir eroberte und eine neue Phase in der Geschichte der Region einleitete. Die Eroberung war jedoch nicht einfach und wurde von blutigen Konflikten mit den einheimischen sibirischen Völkern begleitet.
Nach der Eroberung von Sibirien wurde die Region allmählich in das Russische Reich eingegliedert und Teil des wachsenden Territoriums des Landes. Im 18. Jahrhundert wurde Sibirien zu einem wichtigen Zentrum der Bergbauindustrie, und die Entdeckung von reichen Bodenschätzen wie Gold, Silber und Kupfer trug zur wirtschaftlichen Entwicklung der Region bei. Die russische Eroberung Sibiriens hatte einen erheblichen Einfluss auf die Entwicklung Russlands und des gesamten Eurasiens, da sie den Zugang zu neuen Ressourcen und Handelsrouten ermöglichte und das Territorium des Landes erheblich erweiterte.

## Zeittafel

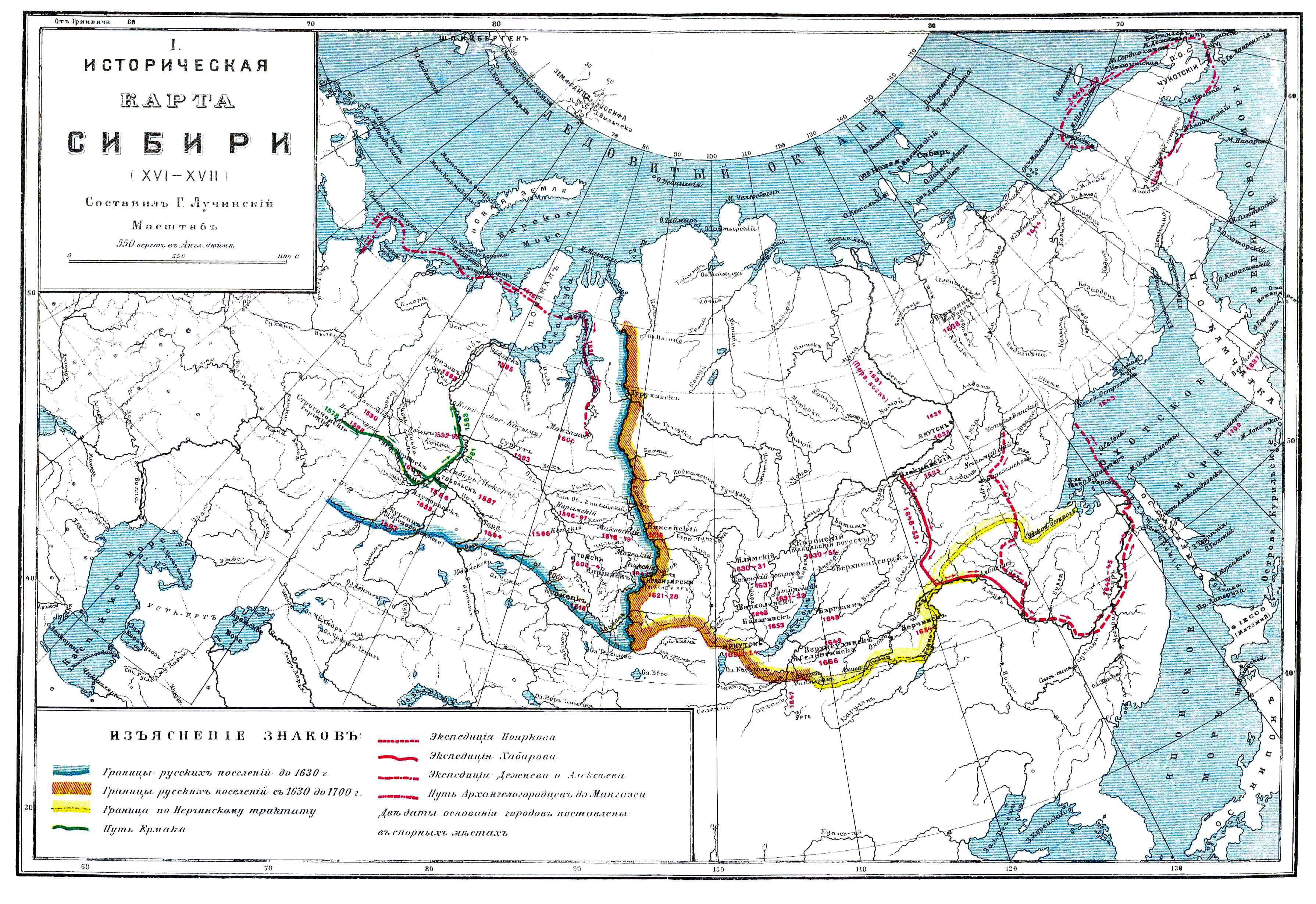
Karte der Eroberung Sibiriens. Daten der Stadtgründungen und Richtungen der Expeditionen

### 16. Jahrhundert. Eroberung von Westsibirien
- 1581–1585 Sibirische Expedition von Jermak Timofejewitsch.
- 1586 Wassili Sukin[1] gründet Tjumen (die erste russische Stadt in Sibirien), auf dem Territorium der ehemaligen Hauptstadt des Sibirischen Khanats.
- 1587 Tobolsk am Irtysch wird gegründet, später die „Hauptstadt Sibiriens“.
- 1593 Gründung von Berjosowo.
- 1594 Gründung von Surgut.
- 1595 Gründung von Obdorsk.
- 1596 Eroberung der Pegaja Orda.
- 1598 Schlacht von Irmen, die endgültige Eroberung des sibirischen Khanats.

### 17. Jahrhundert. Vom Jenissei zum Pazifik. Krieg mit China

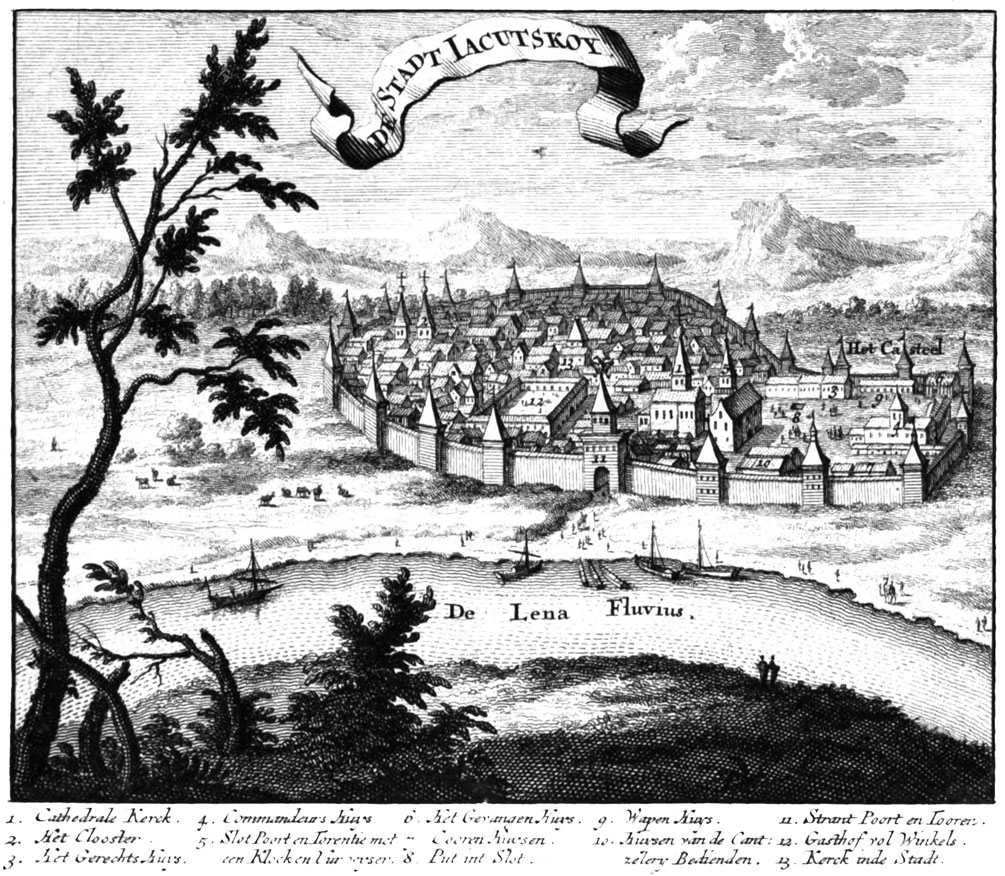
Jakutsk am Ende des 17. Jahrhunderts (Kupferstich von Nicolaas Witsen, 1692)

- 1601 Gründung von Mangaseja (zur Kontrolle der westsibirischen Samojeden).
- 1604 Gründung von Tomsk als Festung gegen die Kalmücken.
- 1607 Gründung von Turuchansk (der ersten Stadt am Jenissei), Eroberung der  Enzen.
- 1619 Gründung von Jenisseisk.
- 1621 Gründung von Melezk
- 1623 Pjanda erreichte zuerst die Lena in der Region Kirensk.
- 1628 Gouverneur Andrei Dubenski[2] gründet Krasnojarsk am Jenissei.
- 1630 Wassili Bugor[3] gründete Kirensk an der Lena.
- 1631 Ataman Maxim Perfiljew[4] legte die Bratsker Festung[5] (ostrog) an der Angara an.
- 1632 Pjotr Beketow[6] gründet Jakutsk und Schigansk. Zwei Jahre später besiegten die Jakuten die Kosakenabteilung von Iwan Galkin an der Lena und belagerten Jakutsk. Dieser Gegenangriff der einheimischen Bevölkerung war vor allem auf die Auseinandersetzungen zwischen den Kosakenabteilungen (Mangaseja und Jenissei) zurückzuführen, die wegen der Sammlung von Tribut (jassak) in Konflikt standen.
- 1633 Iwan Rebrow entdeckt die Mündungen der Lena und der Jana.

Die politische Lage in Asien ab 1636

- 1638 Gründung der Wojewodschaft Jakutien, Wanderung des Hauptmanns Iwanow nach der Indigirka gegen die Jukagiren.
- 1639 Kopylow schickte eine Abteilung unter der Führung von Iwan Moskwitin zum Ochotskischen Meer  (Lamskoje-Meer).
- 1643 Ataman Wassili Kolesnikow erreicht den Baikalsee, und Michail Staduchin die Kolyma.
- 1644–1645 Eine Kosakenkampagne gegen die Burjaten in der Angara-Steppe.
- 1646 Expedition von Wassili Pojarkow: Marsch von Jakutsk zum Ochotskischen Meer.
- 1647 Iwan Moskwitin gründete Ochotsk.
- 1648  Semjon Deschnjow passiert die Beringstraße, die Alaska von Tschukotka trennt und erschließt den westlichen Teil Nordamerikas.
- 1648–1653 Jerofej Chabarows Feldzüge in Daurien.

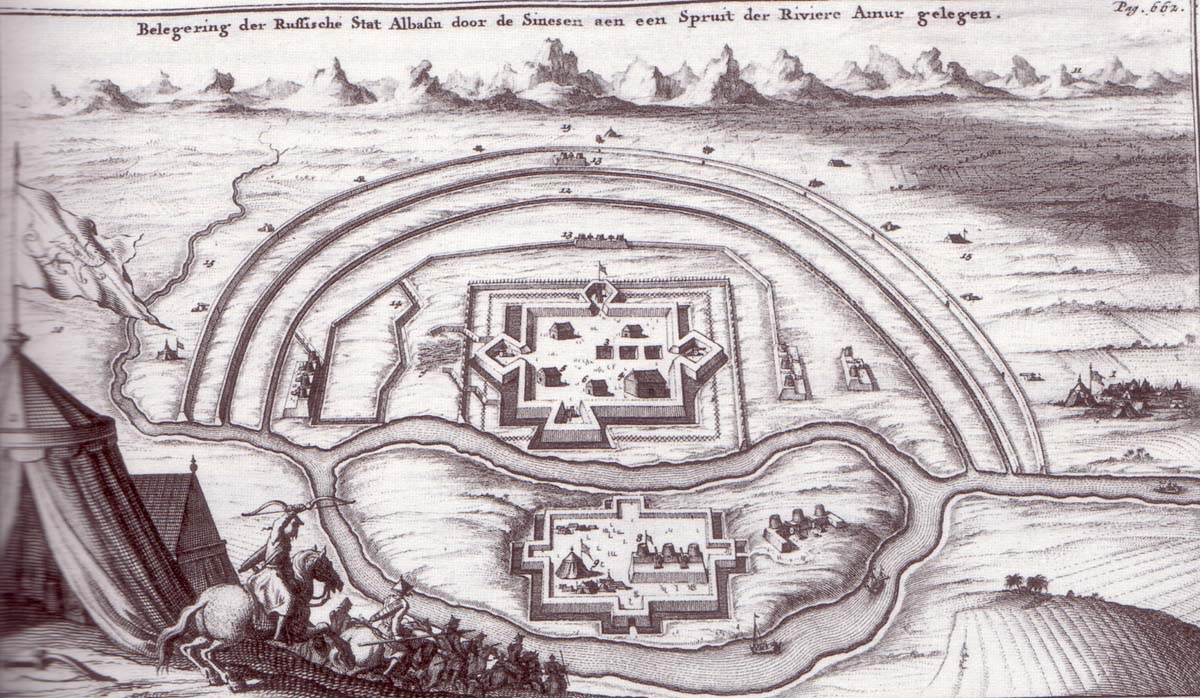
Erstürmung der russischen Festung Albazin durch Qing (Mandschu)-Truppen

- 1649–1689 Russisch-chinesische Grenzkonflikte.
- 1652 Kämpfe bei Atschansk
- 1653 Gründung von Tschita und Nertschinsk in Transbaikalien.
- 1655 Belagerung der Festung Kumarsk.
- 1661 Irkutsk wurde an der Angara von Jakow Pochabow gegründet.
- 1665 An der Selenga gründete Gawrila Lowzow die Festung Selenga.
- 1666 an der Uda, an ihrem Zusammenfluss mit der Selenga, wurde die Udinsky-Winterhütte gegründet, später das Festung Udinsky.
- 1673 Das kirgisische Kommando von Fürst Schanda Senchikeyev brennt die befestigte Stadt Atschinsk nieder.
- 1685 Schlacht von Albazin.
- 1686 Erster (erfolgloser) Versuch, den Taimyr (Iwan Tolstouchow) zu durchdringen: die Expedition wird vermisst.
- 1686–1687 Der zweite Kampf um Albazin.
- 1688 Belagerung der Festung Selenga.
- 1689 Vertrag von Nertschinsk mit China.
- 1692 Expedition russischer Soldaten gegen die Jenissei-Kirgisen, Niederlage des Tuba Ulus. Bis zu 700 Kirgisen wurden in der Schlacht getötet.
- 1697–1698 Einverleibung Kamtschatkas durch die Expedition von Atlassow.
- 1699 Bei der Rückkehr in den Anadyrski Ostrog wird eine Abteilung von Serjukow zerstört.

### 18. Jahrhundert. Eroberung von Tschukotka und Kamtschatka
- 1703–1715 Aufstand in Kamtschatka gegen die Russen, bei dem die Festungen Bolscherezk[7] und Aklansk niedergebrannt und etwa 200 Kosaken getötet wurden; 1705 vernichteten die Korjaken eine Kosakeneinheit unter Führung von Protopopow.
- 1707 Jenissei-Kirgisen zerstören Melezk
- 1711  Danila Anzyferow entdeckt die Kurilen-Inseln.
- 1712 Rebellion und Tötung ihrer Kommandanten durch die Kosaken (Atlassow, Tschirikow und Mironow) in Kamtschatka.
- 1712 Merkuri Wagin erkundet die Neusibirische Inseln.
- 1715 Die Russen nehmen die größte Siedlung der Korjaken, Bolschoi Posad, ein.
- 1716 Omsk wird gegründet.
- 1727 Durch den russisch-chinesischen Vertrag von Kjachta fallen weitere Gebiete Südsibiriens an Russland
- 1730er-1740er Jahre Expeditionen nach Tschukotka. Militärexpeditionen russischer Abteilungen unter dem Kommando von Pawluzki.
- 1733–1743 Die Große Nordische Expedition (Zweite Kamtschatkaexpedition) an der sibirischen Küste des Arktischen Ozeans (Chariton Laptew, Semjon Tscheljuskin), das verlassene Taimyr wird erforscht, das Byrrangagebirge und Kap Tscheljuskin (die nördlichste Spitze Sibiriens) werden entdeckt; erklärte Ziele sind die Erforschung Sibiriens, wozu die Vermessung der nördlichen Küsten des Russischen Reiches und die Erkundung von Seewegen vom ostsibirischen Ochotsk nach Nordamerika und Japan gehörten.
- 1740 Gründung von Petropawlowsk-Kamtschatski.
- 1747 Tschuktschen zerstören die Kommandantur von Anadyr.
- 1748–1755 Sieben Feldzüge gegen die Tschuktschen.
- 1752 Gründung der Festung Gischiginsk.
- 1753 Belagerung der Festung von Gischiginsk durch die Koryaken.
- 1756 die Fürsten der Oiroten (Altaier) unterwerfen sich Russland, um nicht unter chinesische Herrschaft zu fallen
- 1757 die Fürsten der Jenissei-Kirgisen (Chakassen) unterwerfen sich Russland, um nicht unter chinesische Herrschaft zu fallen
- 1778 Endgültige Annexion von Tschukotka.
- 1799–1867 Kolonisierung von Alaska.

### 19. Jahrhundert. Annexion von Primorje und Sachalin
- 1854 Verteidigung der Peter-und-Paul-Festung (Petropawlowsk) auf Kamtschatka während des Krimkrieges.
- 1855 Vertrag von Shimoda mit Japan, in dem die südlichen Kurilen an Japan und die nördlichen Kurilen an Russland abgetreten werden, wobei Sachalin ein gemeinsamer Besitz bleibt.
- 1856 Gründung von Blagoweschtschensk.
- 1858 Vertrag von Aigun mit China, Anschluss von Primorje (Region Amur) an Russland.
- 1858 Gründung von Chabarowsk.
- 1860 Pekinger Konvention; Angliederung von Primorje an Russland.
- 1860 Gründung von Wladiwostok.
- 1875 Vertrag von St. Petersburg mit Japan; Sachalin zu Russland, die Kurilen zu Japan.
- 1889 Gründung von Anadyr.
- 1891–1916 Bau der Transsibirischen Eisenbahn.
- 1893 Gründung von Nowosibirsk.

### 20. Jahrhundert
- 1911 Annexion der Wrangelinsel durch die Hydrographische Expedition von Boris Wilkizki.
- 1913 Boris Wilkizki entdeckt den Archipel Sewernaja Semlja (Nordland).
- 1914 Die Expedition von Ischak Isljamow annektiert die Inselgruppe Franz-Josef-Land.
- 1914 Tannu-Urjanchai[8] wird russisches Protektorat.
- 1917 Nach der Oktoberrevolution und dem Sturz der zaristischen Regierung wurden die russischen Kolonien und Gebiete in Sibirien von der neu gebildeten Sowjetregierung übernommen.